# Chalcidoptera
Chalcidoptera é um gênero de mariposa pertencente à família Crambidae.